# Ateliers Varan
Créés sous l'impulsion de Jean Rouch, les ateliers Varan proposent depuis leur création en 1980 une pédagogie de formation au cinéma documentaire basée sur l'enseignement par la pratique et l'échange entre élèves.
Cette école de cinéma est membre du Cilect (Centre international de liaison des écoles de cinéma et de télévision) qui regroupe les principales écoles de cinéma du monde entier et du GEECT (Groupement européen des écoles de cinéma et de télévision).
C'est aussi un lieu d'échanges et de rencontres autour du cinéma au cœur de Paris.

## Histoire
En 1978, les autorités de la jeune République mozambicaine demandent à des cinéastes connus de venir filmer les mutations du pays. Jean Rouch propose, à la place, de former de futurs cinéastes locaux afin qu’ils puissent filmer leur propre réalité. Avec Jacques d’Arthuys, attaché culturel de l’Ambassade de France, ils constituent un atelier de formation à la réalisation documentaire à la pédagogie toujours actuelle : l’enseignement par la pratique. Après cette première expérience, un atelier est créé à Paris en 1980 pour des participants de différents pays. La même année, ce premier essai s'étend à d'autres pays. C'est le début des ateliers Varan.
Aux ateliers Varan, on apprend, en s’initiant à la pratique du cinéma documentaire, à ouvrir son regard sur le monde.

## L’enseignement par la pratique
Les méthodes de travail y poussent à l’extrême le principe de l’enseignement par la pratique. Tout s’articule, pour chaque étudiant, autour de la fabrication de films « en grandeur réelle ». Les apprentis cinéastes y apprennent à chercher leur propre chemin de langage. C’est en réalisant son film que chaque participant s’initie à l’écriture cinématographique, à la prise de vue, à la prise de son, à la réalisation et au montage. C’est ainsi participer à tous les stades de la fabrication d’un film, puisque l’on y fait immanquablement l’image et le son de celui des autres participants. C’est aussi une pédagogie en mouvement, avec un partage collectif à tous les stades de la fabrication du film.
L'enseignement aux ateliers Varan entend se situer dans la lignée du cinéma direct de Jean Rouch, Richard Leacock, Pierre Perrault ou Frederick Wiseman. 

## Ateliers à l'étranger
Depuis l’origine, les ateliers Varan mettent en place des ateliers dans différents pays du monde. À l’issue de la formation de réalisation, ils accompagnent les étudiants du pays le temps nécessaire pour assurer le fonctionnement autonome et pérenne de l’atelier. Initialement, les ateliers Varan s’attachaient à donner à ceux qui n’y avaient pas accès la possibilité de maîtriser les outils audiovisuels : « L’objectif, expliquait alors Jacques d’Arthuys, est de former des gens qui ne sont ni universitaires ni cinéastes,  parfois même des analphabètes, à une technique très simple, pour leur permettre de créer leurs propres systèmes de communication », pour « permettre à des gens qui n’ont pas une tradition de culture écrite de fixer la mémoire», disait Pierre Baudry.
Les ateliers Varan préconisent un recrutement ouvert, représentatif des différentes réalités sociologiques du pays. Certains ateliers ont eu une existence éphémère — le temps de mettre en place un ou deux ateliers, mais ils ont permis la formation de cinéastes de référence. Dans d’autres ateliers, un travail suivi a pu être effectué sur plusieurs années et des groupes forts se sont structurés.
- Mexique (1980)
- Brésil (3 ateliers : 1981, 2011, 2016)
- Portugal (4 ateliers : 1981, 1982, 2004, 2006)
- Kenya (1982)
- Philippines (6 ateliers - 1982, 1983, 1984, 2012, 2013, 2014)
- Bolivie (1983)
- Norvège (1983, 1985)
- Afrique du Sud (4 ateliers : 1985, 1986, 1987, 1994)
- Papouasie-Nouvelle-Guinée (1983, 1984)
- Nouvelle-Calédonie (1992, 2009)
- Roumanie (1994)
- Cambodge (1994)
- Colombie (3 ateliers :2000, 2002 et 2013)
- Maurice (2000)
- Venezuela (2002)
- Vietnam (7 ateliers : 2004, 2005, 2006, 2008–2009, 2010, 2016, 2020)
- Serbie-et-Monténégro (6 ateliers : 2004, 2005, 2007, 2021, 2022, 2023)
- Sud Caucase : Géorgie, Arménie, Azerbaïdjan (2006, 2010)
- Afghanistan (4 ateliers : 2006, 2007–2008, 2010-2011)
- Algérie (2007–2008 et 2009)
- Maroc (2008 et 2009)
- Égypte (2011 et 2012)
- Albanie (2013)
- République centrafricaine (2017, 2018-2019)
- Cameroun (2022)
- Côte d'Ivoire (2022)

Ateliers en France, hors Ile-de-France :
- Marseille (2004)
- Lasalle en Cévennes (2015, 2017)
- Corse (14 ateliers depuis 2010)

## Les membres Varan
L’équipe des ateliers Varan est composée d'une quarantaine de professionnels du cinéma (réalisateurs, chefs monteurs, producteurs, ingénieurs du son, chefs opérateurs...), dont notamment :
- Emmanuelle Baude
- Anne Baudry
- Khadicha Bariha
- Emanuelle Bidou
- Jacques Bidou
- Simone Bitton
- Catherine Bizern
- Corinne Bopp
- Richard Copans
- Jean-Noël Cristiani
- Sylvaine Dampierre
- Yves de Peretti
- Daniel Deshays
- Leonardo Di Costanzo
- Alice Diop
- Jean-Pierre Duret
- Dominique Faysse
- Sylvie Gadmer
- Patrick Genet
- David Gheron Tretiakoff
- Raphaël Girardot
- Frédéric Goldbronn
- Claude Guisard
- Tiago Hespanha
- Daniele Incalcaterra
- Elisabeth Kapnist
- Mariana Otero
- Dominique Pâris
- Renaud Personnaz
- Catherine Rascon
- Aurélie Ricard
- Emmanuel Roy
- Christine Seghezzi
- Claire Simon
- Anne Toussaint
- Marie-Claude Treilhou
- Catalina Villar

Ils ont participé à la création et à la vie des Ateliers Varan :
- Jean Rouch
- Jacques D’Arthuys
- Séverin Blanchet
- Vincent Blanchet
- Jean-Pierre Beauviala
- Philippe Costantini
- Alain Martenot
- Hubert Astier
- André Van In
- Adriana Komives

## Quelques anciens des ateliers Varan
Parmi les nombreux élèves passés par les ateliers peuvent être cités par exemple les cinéastes Julie Bertuccelli, Claire Simon, Leonardo Di Costanzo, Monique Mbeka Phoba, Éva Stefaní, Stavros Psillakis, Reha Erdem, Sandra Rocha, Laurence Michel...